# Char Rajibpur
Char Rajibpur (en bengali : চর রাজিবপুর) est une upazila du Bangladesh dans le district de Kurigram. En 1991, on y dénombrait 58 049 habitants.